# Långvattnet, Krokoms kommun
Långvattnet är en sjö i Oldfjällen i Offerdals socken i Krokoms kommun i Jämtland. Sjön ingår i Indalsälvens huvudavrinningsområde, har en area på 4,22 kvadratkilometer och ligger 717,9 meter över havet. Långvattnet ligger i Oldflån-Ansätten Natura 2000-område och skyddas av habitat- och fågeldirektivet. Sjön avvattnas av vattendraget Långvattsån.
Långvattnet är beläget mellan Stensjön och Korsvattnet, norr om Jänsmässholmen.
Långvattnet ligger inom Oldflån-Ansättens naturreservat.

## Delavrinningsområde
Långvattnet ingår i delavrinningsområde (709268-139915) som SMHI kallar för Utloppet av Långvattnet. Medelhöjden är 777 meter över havet och ytan är 13,1 kvadratkilometer. Räknas de 2 avrinningsområdena uppströms in blir den ackumulerade arean 23,74 kvadratkilometer. Långvattsån som avvattnar avrinningsområdet har biflödesordning 5, vilket innebär att vattnet flödar genom totalt 5 vattendrag innan det når havet efter 328 kilometer. Avrinningsområdet består mestadels av skog (30 procent) och kalfjäll (38 procent). Avrinningsområdet har 4,22 kvadratkilometer vattenytor vilket ger det en sjöprocent på 32,2 procent.